# Charles Francis Adams Jr.
Charles Francis Adams Jr. (27 de mayo de 1835 - 20 de marzo de 1915) fue un autor e historiador estadounidense. Fue miembro de la prominente familia Adams e hijo de Charles Francis Adams Sr. Se desempeñó como coronel en el Ejército de la Unión durante la guerra civil estadounidense. Después de la guerra, fue regulador y ejecutivo de ferrocarriles, autor de obras históricas y miembro de la Comisión de Parques de Massachusetts.

## Primeros años
Adams nació en Boston el 27 de mayo de 1835 en una familia con un largo legado en la vida pública estadounidense. Era bisnieto del presidente de los Estados Unidos, John Adams, y nieto del presidente John Quincy Adams. Su padre, Charles Francis Adams Sr., era abogado, político, diplomático y escritor. Entre sus hermanos estaban: la hermana mayor Louisa Catherine Adams, esposa de Charles Kuhn, de Filadelfia; hermano mayor Hon. John Quincy Adams II, padre de Charles Francis Adams III; el historiador Henry Brooks Adams; Arthur Adams, que murió joven durante su infancia; Mary Adams, que se casó con Henry Parker Quincy, de Dedham, Massachusetts; y el historiador Peter Chardon Brooks Adams, de Beverly Farms, Massachusetts. quien se casó con Evelyn Davis.
Adams se graduó de la Universidad de Harvard en 1856 y luego estudió derecho en la oficina de Richard H. Dana, Jr., y fue admitido en el colegio de abogados en 1858. Más tarde, en 1895, recibió el título de LLD de Harvard.

## Guerra civil

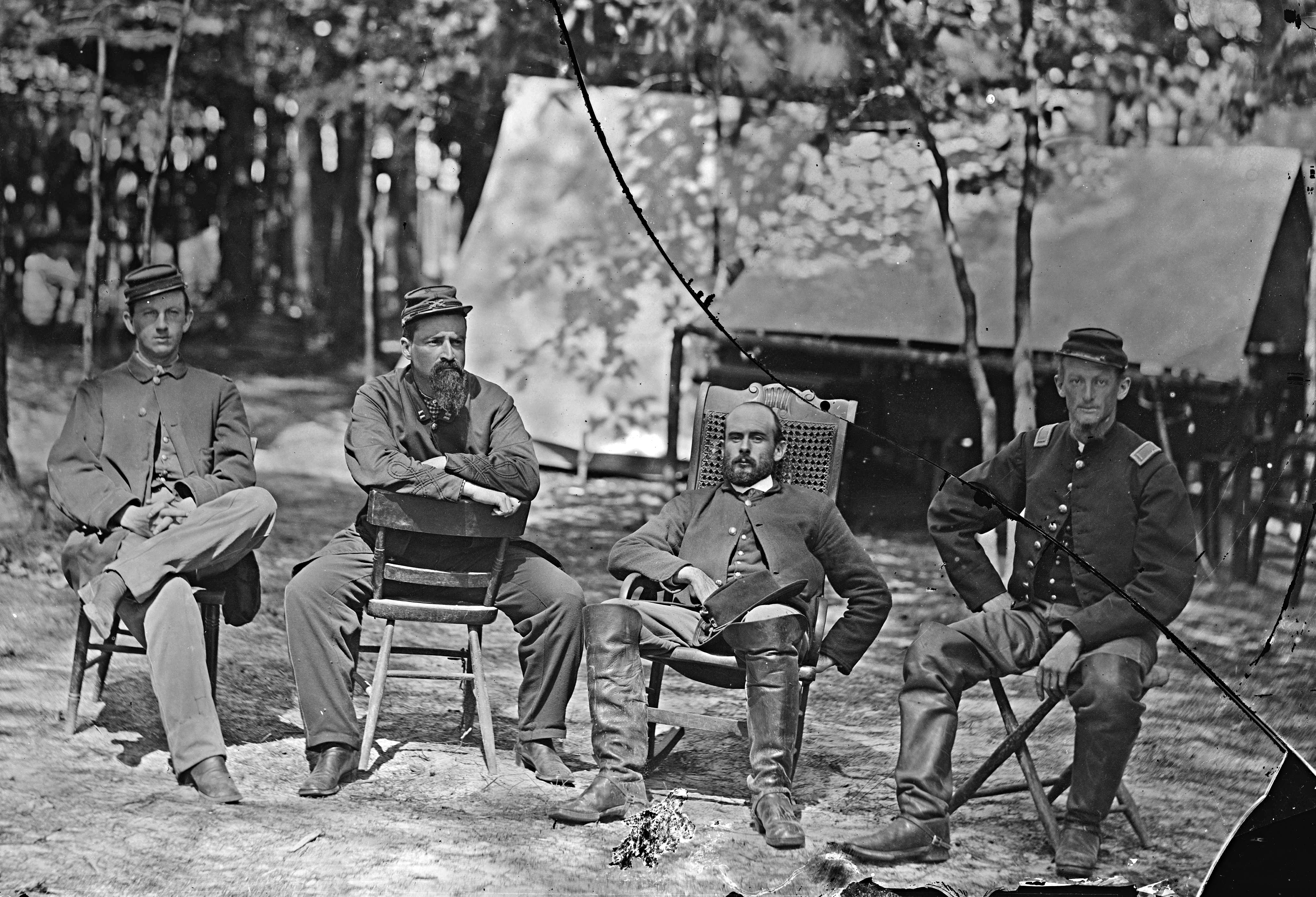
Capitán Adams (segundo desde la derecha) con oficiales de la 1.ª Caballería de Massachusetts, agosto de 1864

Adams sirvió en el Ejército de la Unión durante la guerra civil estadounidense. Fue comisionado como primer teniente en la 1.ª Caballería Voluntaria de Massachusetts el 28 de diciembre de 1861. Fue ascendido a capitán el 1 de diciembre de 1862. Luchó con distinción durante la Campaña de Gettysburg, donde su compañía estuvo fuertemente comprometida en la Batalla de Aldie. Cuando terminó el alistamiento de tres años del regimiento, se redujo a un batallón; y Adams fue retirado del servicio el 1 de septiembre de 1864.
El 8 de septiembre de 1864, fue comisionado como teniente coronel de la 5.ª Caballería de Massachusetts (oficialmente designada "5.ª Caballería Voluntaria de Color de Massachusetts"). Fue ascendido a coronel y asumió el mando del regimiento el 14 de marzo de 1865, poco antes del final de la guerra. Cuando asumió el mando, se asignó al regimiento la vigilancia de los prisioneros de guerra confederados en Point Lookout, Maryland.
Adams, que deseaba liderar su regimiento en combate, pudo conseguir caballos para su regimiento y lo hizo reasignar al frente durante los últimos días de la campaña contra Richmond. Adams escribió en su autobiografía que lamentaba que le reasignaran su unidad, ya que llegó a la conclusión de que los soldados negros del regimiento no estaban preparados para el servicio de combate. Dirigió su regimiento a Richmond poco después de su captura en abril de 1865. Adams regresó a Massachusetts en mayo debido a una enfermedad (probablemente disentería) y renunció al ejército el 1 de agosto de 1865.
El 9 de julio de 1866, el presidente Andrew Johnson nominó al coronel Adams para la concesión del rango de brevet (honorario) brigadier general, Voluntarios de los Estados Unidos, "por su distinguida galantería y eficiencia en las batallas de Secessionville, Carolina del Sur y South Mountain y Antietam, Maryland, y por servicios meritorios durante la guerra "para clasificar desde el 13 de marzo de 1865, y el Senado de los Estados Unidos confirmó el premio el 23 de julio de 1866.
Adams era un compañero veterano de la Comandancia de Massachusetts de la Orden Militar de la Legión Leal de los Estados Unidos (MOLLUS).

## Reformador ferroviario

### Comisión de Ferrocarriles de Massachusetts
Después de la Guerra Civil, fue nombrado miembro de la Comisión de Ferrocarriles de Massachusetts. Allí intentó persuadir (en lugar de coaccionar) a los ferrocarriles para que cumplieran con las normas comerciales aceptadas. Thomas McCraw llamó al enfoque de Adams para la regulación "la Comisión Sunshine", ya que el propósito de la comisión era exponer las prácticas comerciales corruptas con la esperanza de que, una vez que salieran a la luz, los empresarios se avergonzarían de enmendar sus caminos. Fue en este sentido que escribió Capítulos de Erie. Sin embargo, fiel a su filosofía regulatoria, privilegió la protección de los empresarios sobre la de los consumidores. Consideraba que la regulación era necesaria para proteger a los inversores y otros hombres de negocios del capricho de un público hostil o de las maquinaciones de otros corredores de bolsa sin escrúpulos.

### Ferrocarril Union Pacific
El Congreso desconfiaba de Union Pacific Railroad (UP) y en 1884 lo obligó a contratar a Adams como nuevo presidente. Adams había promovido durante mucho tiempo varias ideas de reforma, como en su libro Railroads, Their Origin and Problems (1878), pero tenía poca experiencia práctica en administración. Como presidente de los ferrocarriles, consiguió una buena prensa para la UP y estableció bibliotecas a lo largo de la ruta para que sus empleados se mejoraran. Tuvo malos resultados tratando con los Caballeros del Trabajo. Cuando el sindicato se negó a trabajar extra en Wyoming en 1885, Adams contrató trabajadores chinos. El resultado fue la masacre de Rock Springs, que mató a decenas de chinos y expulsó al resto de Wyoming. Trató de construir una compleja red de alianzas con otras empresas, pero le brindaron poca ayuda a la UP. Tenía grandes dificultades para tomar decisiones y coordinar a sus subordinados. Adams no pudo resistir el empeoramiento de la situación financiera de la UP y en 1890 el propietario del ferrocarril, Jay Gould, forzó su dimisión.

## Historiador

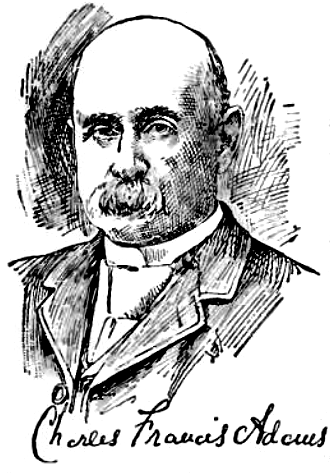
La firma de Charles Francis Adams II

Adams fue elegido miembro de la Academia Estadounidense de las Artes y las Ciencias en 1871 y miembro de la Sociedad Estadounidense de Anticuarios en 1891. Después de 1874, dedicó gran parte de su tiempo al estudio de la historia estadounidense. En reconocimiento a su trabajo, Adams se convirtió en vicepresidente de la Sociedad Histórica de Massachusetts en 1890, fue elegido presidente de esta sociedad en 1895 y de la Asociación Histórica Estadounidense en 1901. Sus escritos y discursos sobre problemas de gestión ferroviaria y otros temas históricos con frecuencia dio lugar a una controversia generalizada.
En 1875, publicó un ensayo sobre "El movimiento Granger" en la North American Review que expone las prácticas monopolísticas y de manipulación de tarifas ferroviarias que impulsaron el movimiento.
Adams también escribió una autobiografía, completada en 1912 y publicada póstumamente en 1916. Al comienzo de la autobiografía hay un discurso conmemorativo sobre Adams escrito por Henry Cabot Lodge.

### Comisión del Parque de Massachusetts
De 1893 a 1895, fue presidente de la Comisión de Parques de Massachusetts y, como tal, tuvo un papel destacado en la planificación del actual sistema de parques del estado. Fue influyente en el establecimiento de la reserva Blue Hills y la reserva Middlesex Fells.

### Partidario de impuesto único
En 1900, escribió una carta al presidente de la Liga de Impuestos Únicos de Massachusetts, declarándose partidario de la reforma que había propuesto Henry George, que más tarde se conocería como georgismo. Un extracto de esa carta apareció en The Outlook, 15 de diciembre de 1900.

### Confederación Cívica Nacional
Adams representó al público en la junta de arbitraje en el departamento industrial de la Confederación Cívica Nacional en la ciudad de Nueva York, el 17 de diciembre de 1901.

## Vida personal
El 8 de noviembre de 1865 se casó con Mary Hone Ogden (1843-1934), hija de Edward y Caroline Callender Ogden. La pareja tuvo tres hijas e hijos gemelos (ambos se graduaron en Harvard en 1898):
- Mary Ogden ("Molly") Adams (n. 1867), quien se casó con Grafton St. Loe Abbott (1856-1915), hijo del representante estadounidense Josiah Gardner Abbott. Eran los padres de Mary Ogden Abbott.
- Louisa Catherine Adams (1872-1958), quien se casó con Thomas Nelson Perkins (1870-1937).[5]
- Elizabeth Ogden ("Elise") Adams (1873-1945).[6]
- John Francis Adams (1875–1964), quien se casó con Marian Morse Adams (1878–1959). Eran los padres de Thomas Boylston Adams.[7]
- Henry Quincy Adams (1875-1951).

## Muerte y entierro
Adams murió el 20 de mayo de 1915. Está enterrado en el cementerio Mount Wollaston en Quincy, Massachusetts. Su tumba se encuentra en la Sección Antigua, Lote 337.

## Trabajos
- Chapter of Erie, and Other Essays (Nueva York, 1871), con el hermano Henry Adams
- Railroads. Their Origin and Problems (Nueva York, 1878)
- Notes on Railroad Accidents (Nueva York, 1879)
- Richard Henry Dana: A Biography (Boston, 1890)
- Three Episodes of Massachusetts History (Boston, 1892), una obra que da cuenta del asentamiento de la bahía de Boston, de la controversia antinomiana y del gobierno de la iglesia y la ciudad en los inicios de Massachusetts.
- Massachusetts: Its Historians and Its History (Boston, 1893)
- Antinomianism in the Colony of Massachusetts Bay, 1636–1638 (1894).
- Charles Francis Adams (Boston y Nueva York, 1900), en la serie American Statesmen (biografía de Charles Francis Adams Sr.)
- Lee at Appomattox, and Other Papers (1902)
- Reflex Light From Africa, The Century Magazine, vol. 72, págs.101-111 (1906)
- Whence the Founders Travel (1907)
- Tis Sixty Years Since. Address of Charles Francis Adams, Día de los Fundadores, 16 de enero de 1913, Universidad de Carolina del Sur (Nueva York, 1913)
- Charles Francis Adams, 1835–1915: An Autobiography (1916)
- Before and After the Treaty of Washington: The American Civil War and the War in the Transvaal. An address delivered before the New York Historical Society on its ninety-seventh anniversary, el martes 19 de noviembre de 1901 (Nueva York, 1902)